# The Veiled Prophet

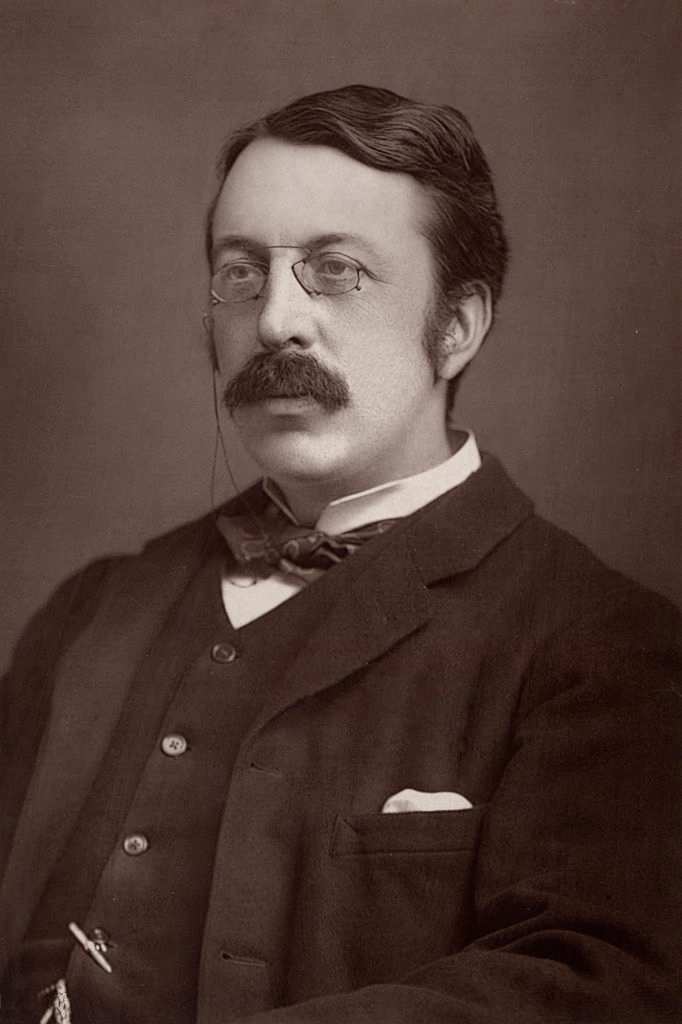
Charles Villiers Stanford, 1894

The Veiled Prophet är en romantisk opera i tre akter med musik av Charles Villiers Stanford och libretto av William Barclay Squire efter Thomas Moores dikt "Lalla Rookh" (1817). Operan hade premiär 1881 i Hannover (på tyska). Det första framförandet i England gavs på italienska av Royal Opera House i London 1893, och det första framförandet av originalversionen på engelska skedde på Wexford Festival 2019.
Operan handlar om tyrannen Al-Muqanna (Mokanna), den vanställde beslöjade profeten, och hans nederlag mot den unge krigaren Azim. Till skillnad från dikten slutar operan lyckligt för Azim och hans älskade Zelika.

## Bakgrund och premiärer
Librettot bygger på Moores dikt "The Veiled Prophet of Khorassan", men originalhistorien har inte följts i detalj, särskilt inte i slutet: i operan återförenas hjältinnan Zelika med sin älskade Azim istället för att av misstag bli dödad av honom i tron att hon är den falska profeten. Operans ämne föreslogs för Stanford omkring 1875 av hans vän från Dublin, Raoul Couturier de Versan, men det var inte förrän 1877 som Stanford bad William Barclay Squire att bearbeta dikten till ett libretto. Stanfords biografiförfattare Jeremy Dibble skriver om dikten:
Moores litterära skapelse vara inte endast ett episkt sådant, vida spridd, utan den gav även tillfällen till dans, kör och stora gester som kunde blandas med element av exotism och färger liksom de väsentligt polemiska känslodelarna inom traditionell dramaturgi, godhet och ondska, kärlek, död, passion och hämnd.
Stanford var en driven kompositör och arbetet med musiken fortskred snabbt, endast avbruten av hans bröllop och smekmånad i april 1878. Då efterfrågan på brittiska operor inte var stor hos brittiska impressarior försökte Stanford få flera tyska operahus intresserade av hans verk och efter att verket inledningsvis refuserades, sattes den till sist upp av Hoftheater i Hannover. Den fick titeln Der verschleierte Prophet i en tysk översättning av dirigenten Ernst Frank, kapellmästare på Hannover-operan. Den lokala pressen, inbegripen i en fejd med den operahusets ledning, gav operan dåliga recensioner, men den övriga tyska pressen var mer positiv. Ett klaverutdrag av en okänd arrangör publicerades 1881. Stanford numrerade de flesta av sina nio operor, men The Veiled Prophet är en av tre som saknar opusnummer.
Till den enda engelska föreställningen på Royal Opera House, Covent Garden den 26 juli 1893 reviderade Stanford partituret och ersatte den konventionella ouvertyren med en kortare inledning, samt introducerade en ny sång till Zelika i andra akten. I enlighet med det rådande systemer på Covent Garden, så gavs verket på italienska som Il profeta velato, i översättning av Giannandrea Mazzucato. Dibble kommenterar att det var löjligt att framföra operan på italienska (sedvänjan bröts före nästa uppsättning av en av Stanfords operor på Covent Garden, Much Ado About Nothing 1901) men operan togs emot väl av publik och kritiker. Ett klaverutdrag med den reviderade versionen publicerade 1893 med engelska och italienska texter.
Operans premiär med den engelska originaltexten ägde rum på Wexford Festival i ett konsertant framträdande 2019. Rupert Christiansen recenserade verket i The Daily Telegraph: "The Veiled Prophet må vara tekniskt klumpig och naivt bombastiskt som hos Meyerbeer, men den har innerliga melodier och ungdomlig ambition som renderar en uppsättning."

## Personer
| Roller                          | Röstläge | Premiärbesättning 28 februari 1881 Hannover Dirigent: Ernst Frank | Premiärbesättning 26 juli 1893 London Dirigent: Luigi Mancinelli | Premiärbesättning 2 november 2019 Wexford Dirigent: David Brophy |
| Kalifen Mahadi                  | bass     | – von Milde                                                       | – Vaschetti                                                      | Thomas Hopkinson                                                 |
| Mokanna, den beslöjade profeten | baryton  | – Nollet                                                          | Mario Ancona                                                     | Simon Mechliński                                                 |
| Zelika, prästinna               | sopran   | – Börs                                                            | Lillian Nordica                                                  | Sinéad Campbell-Wallace                                          |
| Fatima, chefslavinna i haremet  | sopran   | – Vizthum-Pauli                                                   | Lucille Hill                                                     | Mairead Buicke                                                   |
| Azim, en ung krigare            | tenor    | – Schott                                                          | – Vignas                                                         | Gavan Ring                                                       |
| Abdullah, Mokannas slav         | bas      | – Bletzacher                                                      | – Villani                                                        | John Molloy                                                      |
| En ung väktare                  | tenor    | – Emge                                                            | – Guetary                                                        | Dominick Felix                                                   |

Källor: The Musical Times (Hannover); The Manchester Guardian (London); och Wexford Opera.

## Handling
Scenen är profeten Mokannas palats i Merv (Persien). 
Akt I
Operan inleds med kören som hyllar profeten. Den unge soldaten Azim utses att leda Mokannas trupper mot den framryckande kalifen. Zelika, som tittar genom ett gallerfönster, ser krigarnas avgång. Hon tänker bara på Azim och bönfaller Mokanna att ge henne tillbaka sin älskare. I en lång duett skingras Zelikas dröm om lycka och tyrannprofeten tvingar henne att svära att vinna Azim till sin sak för alltid. Så småningom lyfter profeten sin slöja och avslöjar sina fruktansvärda drag för Zelica:
Här, döm om helvetet med all sin makt att fördöma,
Kan lägga en förbannelse till det fula jag är.
Akt II
I andra akten introduceras Azim i harem, och där följer en lång scen bestående av kvinnokörer, en air för Fatima, "There's a bower of roses" och en balett. Zelika kommer in. Azims brinnande passion övervinner henne, och hon glömmer sin ed, hon går med på att fly med honom. I slutet av deras kärleksduett dyker Mokanna upp; Azim försöker knivhugga honom men hans vapen går sönder i två och han rusar ut och lovar hämnd.
Akt III
Den sista akten äger rum utanför palatset. Den inleds med en air för väktaren, följt av en konspirationskör som Mokanna djärvt avbryter, och för att imponera på sina vacklande anhängare utför han ett mirakel inför deras ögon - månen stiger tydligen på hans begäran. Han skickar dem sedan in i palatset till deras död: han har förgiftat deras vin. Efter ensemblen kommer en duett mellan Zelica och Fatima, ett solo för Zelica (skrivet för Londonproduktionen) och en duett mellan Zelica och Mokanna, i slutet av vilket Azim brister ut med kalifens soldater. Mokanna övervinns snabbt, men han flyr från vakterna, och med ett avskedsrop av trots kastar han sig i en damm. Operan avslutas med en kör av triumf.

## Musiknummer

### Akt 1
- Ouvertyr
- From the midday's burning heat (Kör)
- Would ye gain the glorious guerdon? (Mokanna)
- On to vict'ry (Zelika)

### Akt 2
- Twine the wreath and bind the flower (Damkör)
- Be your care to steep his soul (Fatima)
- The prophet, our master (Abdullah)
- In vain, no trace is found (Azim)
- Spirit of love (Damkör)
- Första baletten
- There's a bower of roses (Fatima)
- Andra baletten

### Akt 3
- When I left thee (Väktaren)
- So to your doom (Mokanna)
- This night will Azim (Zelika och Fatima)
- Oh peaceful mother (Zelika)
- Final

Källa: Klaverutdrag.